# Blasendiagramm

Blasendiagramm

Ein Blasendiagramm (englisch Bubble Chart oder Bubble Plot) ist ein Diagramm zur Darstellung einer endlichen Zahl von Punkten, von denen jeder durch drei (optional vier) Zahlenwerte definiert ist. Jeder Punkt wird im Diagramm durch eine Kreisscheibe („Blase“) in einem üblicherweise kartesischen Koordinatensystem dargestellt. Zwei der Werte bestimmen den Abszissen- und Ordinatenwert des Mittelpunkts der Scheibe. Der dritte Wert bestimmt ihre Größe, indem zum Beispiel der Flächeninhalt proportional zu dem darzustellenden Wert gewählt wird. Ein vierter, üblicherweise diskreter Wert, etwa zur Kategorisierung der Punkte, kann durch die Farbe der Kreisscheibe dargestellt werden.
Das Blasendiagramm kann als Erweiterung des Streudiagramms aufgefasst werden, in dem Symbole konstanter Größe durch Kreise variabler Größe ersetzt werden, wodurch ein (oder zwei) weitere Merkmale jedes Datenpunkts dargestellt werden können.
Diese Darstellungsform kann gewählt werden, wenn durch die Anzahl und den Abstand der Datenpunkte ein übermäßiges Überlappen der Blasen nicht gegeben ist.
Eine Anwendung des Blasendiagramms ist die BCG-Matrix.